# Jennifer Weist
Jennifer Weist (Zinnowitz, 3 december 1986) is een Duits rockzangeres. Zij is de front-vrouw van de Duitse rockformatie Jennifer Rostock. Weist presenteert van 2014 tot 2020 een muziekprogramma op de Duitse zender Deluxe Music.